# Gemonio

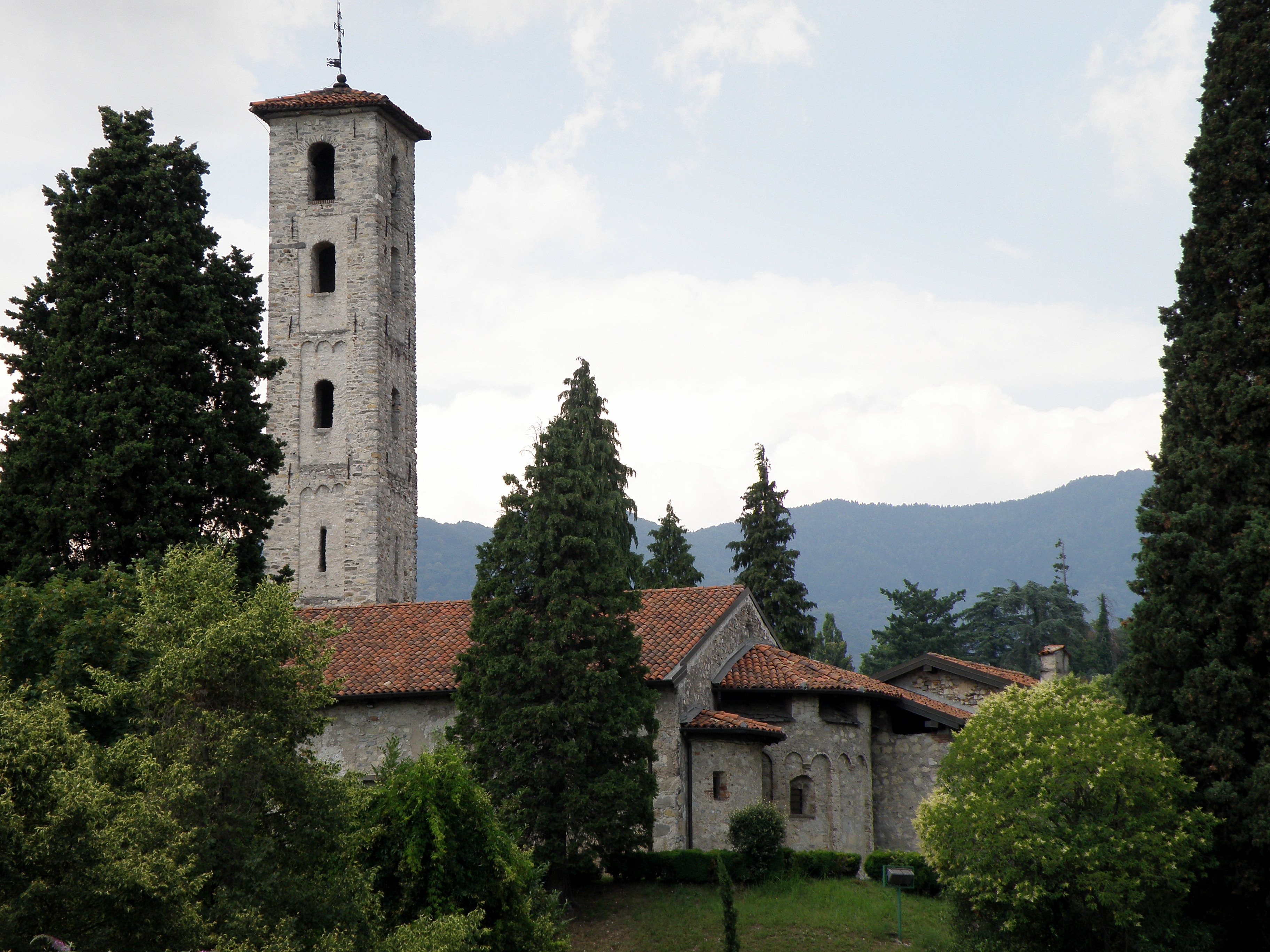
Kirche San Pietro

Gemonio ist eine italienische Gemeinde (comune) in der Provinz Varese in der Region Lombardei.

## Geographie
Die Gemeinde liegt etwa 14 Kilometer nordwestlich von Varese und hat eine Fläche von 3,68 km². Zu Gemonio gehören die Ortsteile Martit, Conficùra, San Pietro, Mira bella, Brech und Galizia. Die nördliche Gemeindegrenze bildet der Boesio. Die Nachbargemeinden sind Azzio, Besozzo, Brenta, Caravate, Cittiglio und Cocquio-Trevisago.

## Geschichte
Die erste urkundliche Erwähnung des antiken Ortes findet sich in einer Urkunde aus dem Jahr 807, in der Graf Alcherio, ein Alemanne vom Bodensee und hoher Würdenträger des karolingischen Hofes, erwähnt wird, der von Dracone (einem Langobarden, der damit den neuen Herrschern Platz machte) zahlreiche Besitztümer in Lamundo oder Gemunmo (dem heutigen Gemonio) und der Umgebung erwarb.
Das zur Pieve von Cuvio gehörende Dorf Gemonio, das in den Statuten der Straßen und Gewässer der Grafschaft Mailand als Zemono bezeichnet wird, gehörte zu den Gemeinden, die zum Unterhalt der Bollate-Straße beitrugen (1346). Mit einer Anweisung des Notars Giacomo Perego vom 16. Mai 1450 wurde das Gebiet von Val Cuvia von Herzog Francesco I. Sforza an seinen Ratsherrn Pietro Cotta als Lehen vergeben. Das Lehen ging 1727 an den Grafen Giulio Visconti Borromeo Arese über, mit dem Recht des Verkäufers, des Juristen Pietro Cotta, auf die Einziehung der Lehnsrechte, d. h. der gepolsterten Gebühr, auf Lebenszeit.
In den Registern des Estimo (Grundbuch) des Herzogtums Mailand von 1558 und den nachfolgenden Aktualisierungen im 17. und 18. Jahrhundert war Gemonio unter den Gemeinden, die in derselben Pieve erfasst wurden. Nach den Antworten auf 45 Fragen der zweiten Volkszählung von 1751 war die Gemeinde mit dem glücklichen Andenken des Grafen Giulio Visconti Borromeo Arese belehnt, an den sie insgesamt 208 Lire und 10 Soldi pro Jahr an Lehnsabgaben zahlte. Gemonio unterstand der Gerichtsbarkeit des feudalen Podestà von Cuvio, der jährlich 28 Lire erhielt. Der Konsul wandte sich mit seinen Beschwerden sowohl an das feudale Amt in Cuvio als auch an das königliche Amt in Varese. Die Gemeinde hatte weder einen allgemeinen noch einen besonderen Rat; die Amtsträger waren der Kanzler, der Bürgermeister, zwei Abgeordnete und der Konsul. Letztere versammelten die Familienoberhäupter im Bedarfsfall auf dem öffentlichen Platz, meist an Feiertagen nach der Messe. Das einzige Vermögen der 543-Seelen-Gemeinde, von denen 343 eintreibbar und 200 nicht eintreibbar waren, war ein Stück Weide- und Waldland, aus dem 20 Lire pro Jahr erwirtschaftet wurden. Der Kanzler, der in Cocquio wohnte, erhielt 24 Lire pro Jahr. Die Unterlagen der Gemeinde wurden vom Bürgermeister in einer Sakristei aufbewahrt, die als Archiv diente. Erst in der napoleonischen Zeit wurde Gemonio mit Caravate vereinigt und bildete die Gemeinde Gemonio ed uniti.
Nach dem vorübergehenden Zusammenschluss der lombardischen Provinzen mit dem Königreich Sardinien wurde die Gemeinde Gemonio mit 999 Einwohnern, die von einem 15-köpfigen Gemeinderat und einem 2-köpfigen Stadtrat verwaltet wird, auf der Grundlage der durch das Gesetz vom 23. Oktober 1859 festgelegten Gebietsaufteilung in den Bezirk III von Cuvio, Bezirk II von Varese, Provinz Como eingegliedert. Bei der Gründung des Königreichs Italien im Jahr 1861 hatte die Gemeinde 1056 Einwohner (Volkszählung 1861). Nach dem Gemeindegesetz von 1865 wurde die Gemeinde von einem Bürgermeister, einer Junta und einem Rat verwaltet. Im Jahr 1867 wurde die Gemeinde in denselben Bezirk, Kreis und dieselbe Provinz eingegliedert (Verwaltungsbezirk 1867).
Im Jahr 1924 wurde die Gemeinde in den Bezirk Varese der Provinz Como eingegliedert. Nach der Gemeindereform von 1926 wurde die Gemeinde von einem Podestà verwaltet. Im Jahr 1927 wurde die Gemeinde der Provinz Varese zugeschlagen. Nach der Gemeindereform von 1946 wurde die Gemeinde Gemonio von einem Bürgermeister, einer Junta und einem Gemeinderat verwaltet. Im Jahr 1971 hatte die Gemeinde Gemonio eine Fläche von 368 Hektar.
Die Autonomie des Dorfes ist ebenfalls eine alte und bewährte Tradition, die auf der Einrichtung der vicinia beruht, die auf der Versammlung der Familienoberhäupter beruht, die sich auf dem Platz vor der Kirche San Rocco beim Klang der Glocke versammelten. Eine Spur davon findet sich bereits in Dokumenten aus dem Jahr 1630, die auch die Anwesenheit eines Konsuls, eines Bürgermeisters und eines Kanzlers belegen.

## Bevölkerung
| Bevölkerungsentwicklung | Bevölkerungsentwicklung | Bevölkerungsentwicklung | Bevölkerungsentwicklung | Bevölkerungsentwicklung | Bevölkerungsentwicklung | Bevölkerungsentwicklung | Bevölkerungsentwicklung | Bevölkerungsentwicklung | Bevölkerungsentwicklung | Bevölkerungsentwicklung | Bevölkerungsentwicklung | Bevölkerungsentwicklung | Bevölkerungsentwicklung |
| ----------------------- | ----------------------- | ----------------------- | ----------------------- | ----------------------- | ----------------------- | ----------------------- | ----------------------- | ----------------------- | ----------------------- | ----------------------- | ----------------------- | ----------------------- | ----------------------- |
| Jahr                    | 1751                    | 1805                    | 1859                    | 1881                    | 1901                    | 1921                    | 1951                    | 1071                    | 1991                    | 2001                    | 2011                    | 2019                    | 2021                    |
| Einwohner               | 543                     | 643                     | *999                    | 1180                    | 1181                    | 1407                    | 1709                    | 2227                    | 2393                    | 2552                    | 2883                    | 2882                    | 2901                    |

- 1806 Fusion mit Caravate, Azzio und Orino

## Verkehr
Der Haltepunkt von Gemonio liegt an der Bahnstrecke von Saronno nach Laveno.

## Sehenswürdigkeiten
- Romanische Kirche San Pietro. Die romanische Kirche San Pietro ist ebenfalls antiken Ursprungs und wird in Dokumenten ab 1100 als von der Augustinerkirche San Pietro in Ciel d’Oro in Pavia abhängig erwähnt: Das Diplom von Liutprand aus dem Jahr 712, in dem sie erwähnt wird, erwies sich als eine Fälschung aus dem Jahr 1100. Ursprünglich eine Pfarrkirche, verlor sie in den folgenden Jahrhunderten dieses Vorrecht zugunsten der Kirche San Rocco (erbaut im 16. Jahrhundert), die sich im historischen Zentrum des Dorfes befindet und daher einfacher zu feiern ist.[2] mit Fresken
- Pfarrkirche San Rocco e Beata Vergine Addolorata mit Holzgruppe des Bildhauers Bernardino Castelli (17. Jahrhundert), Gemälden des Malers Salvini (20. Jahrhundert) und Orgel Mascioni (1905)
- Museo civico Floriano Bodini
- Villa Sacchi Forzinetti

## Persönlichkeiten
- Floriano Bodini (1933–2005), Bildhauer
- Matteo Contini (* 1980), Fußballspieler
- Innocente Salvini, Maler
- Eugenio Fasana, Schriftsteller, Maler, Journalist, Alpinist
- Umberto Bossi (* 1941), Politiker
- Renato Pozzetto (* 1940), Schauspieler
- Cochi Ponzoni, Schauspieler
- Said Ahmed Said, Fußballspieler

## Bilder

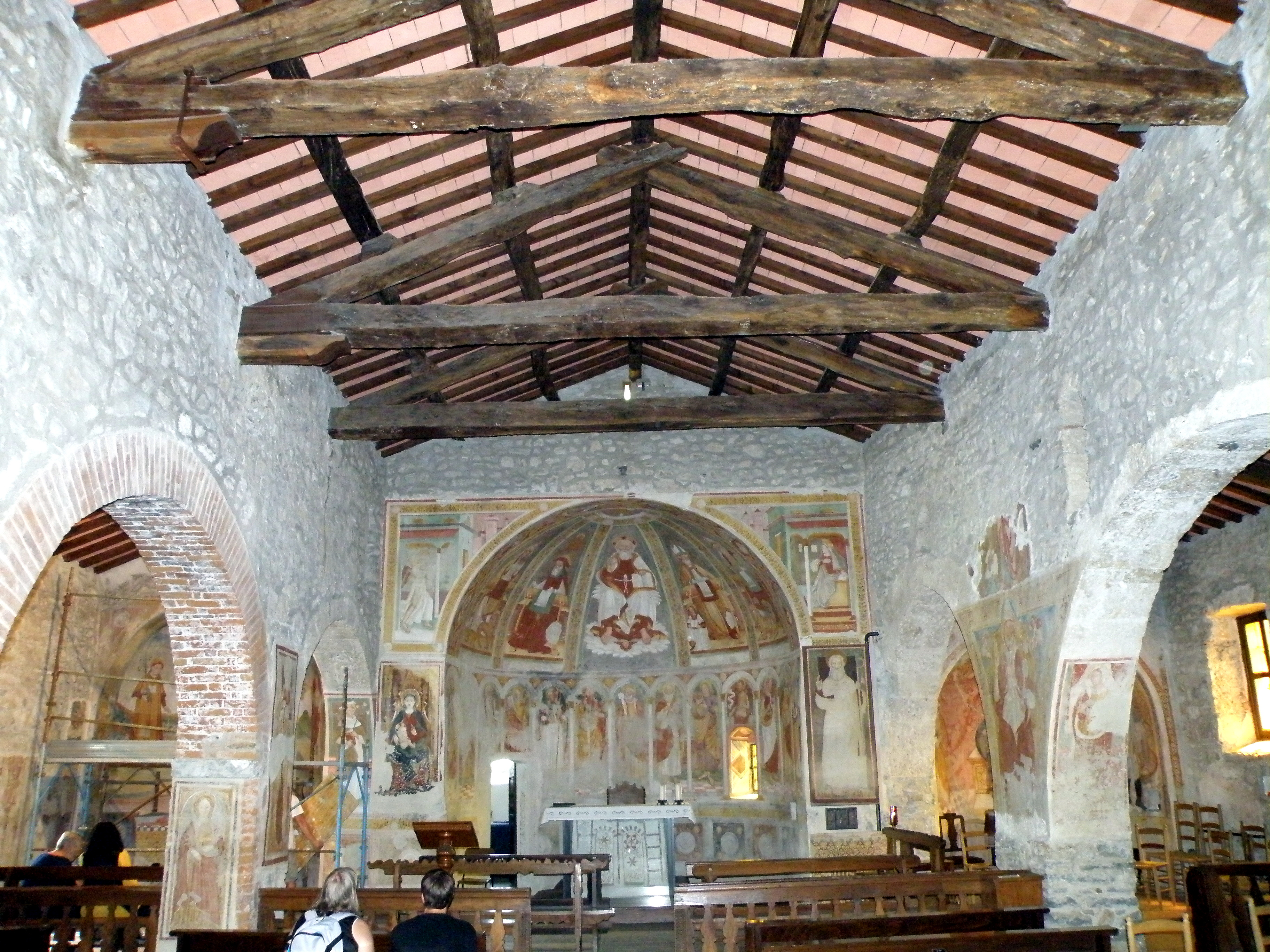
Kirche San Pietro, Innenraum
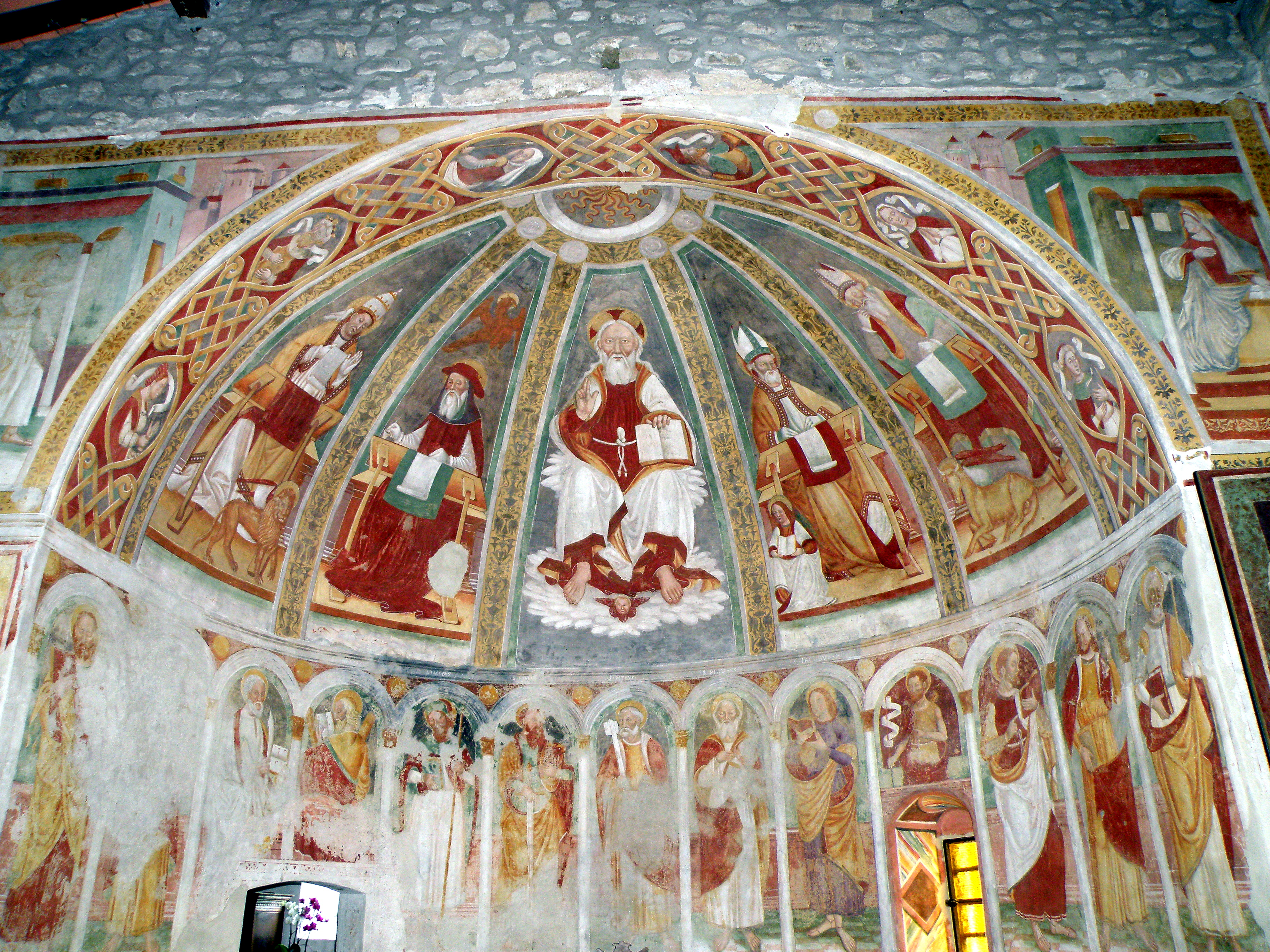
Kirche San Pietro, Fresken im Apsis
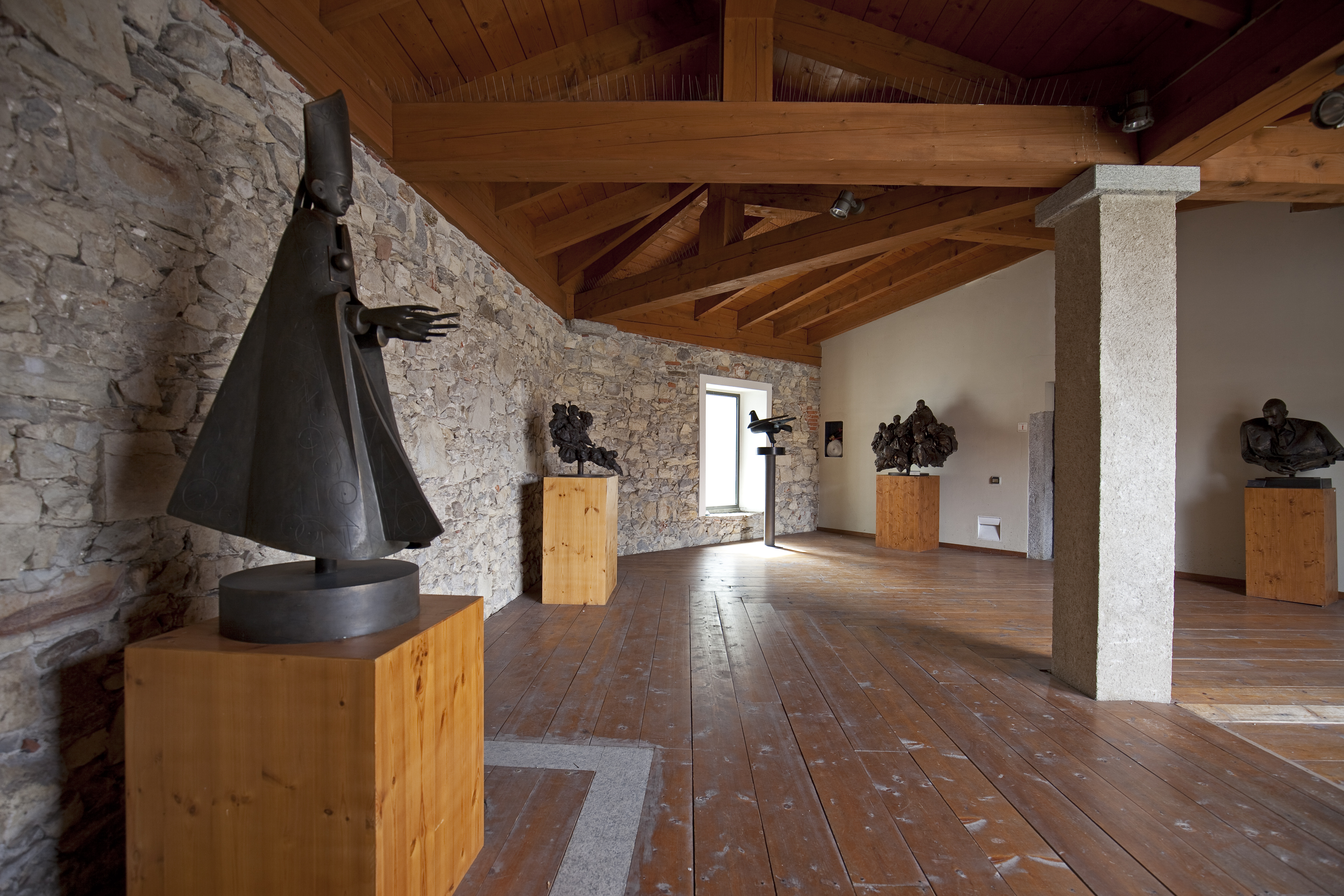
Museum Floriano Bodini
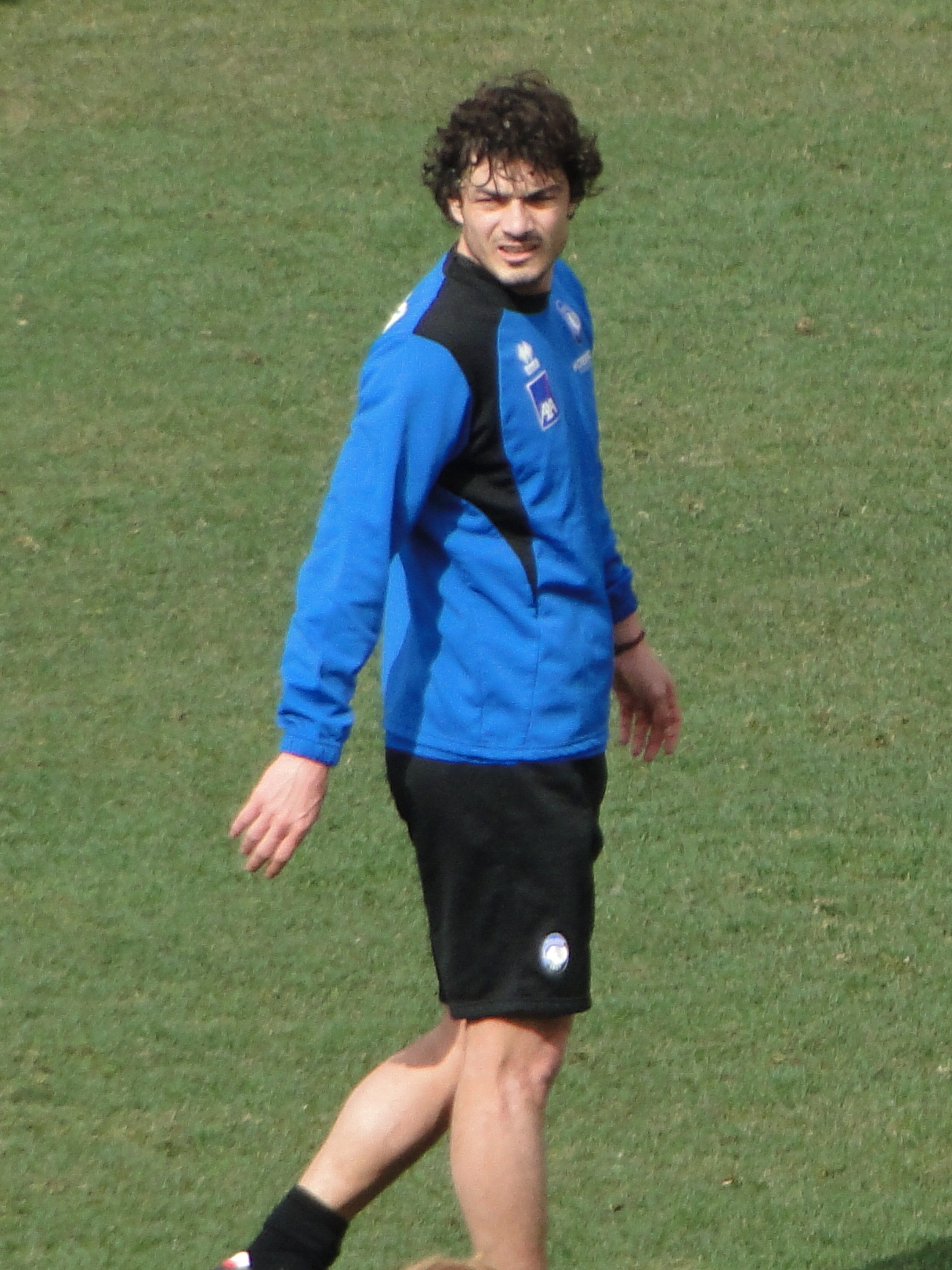
Matteo Contini
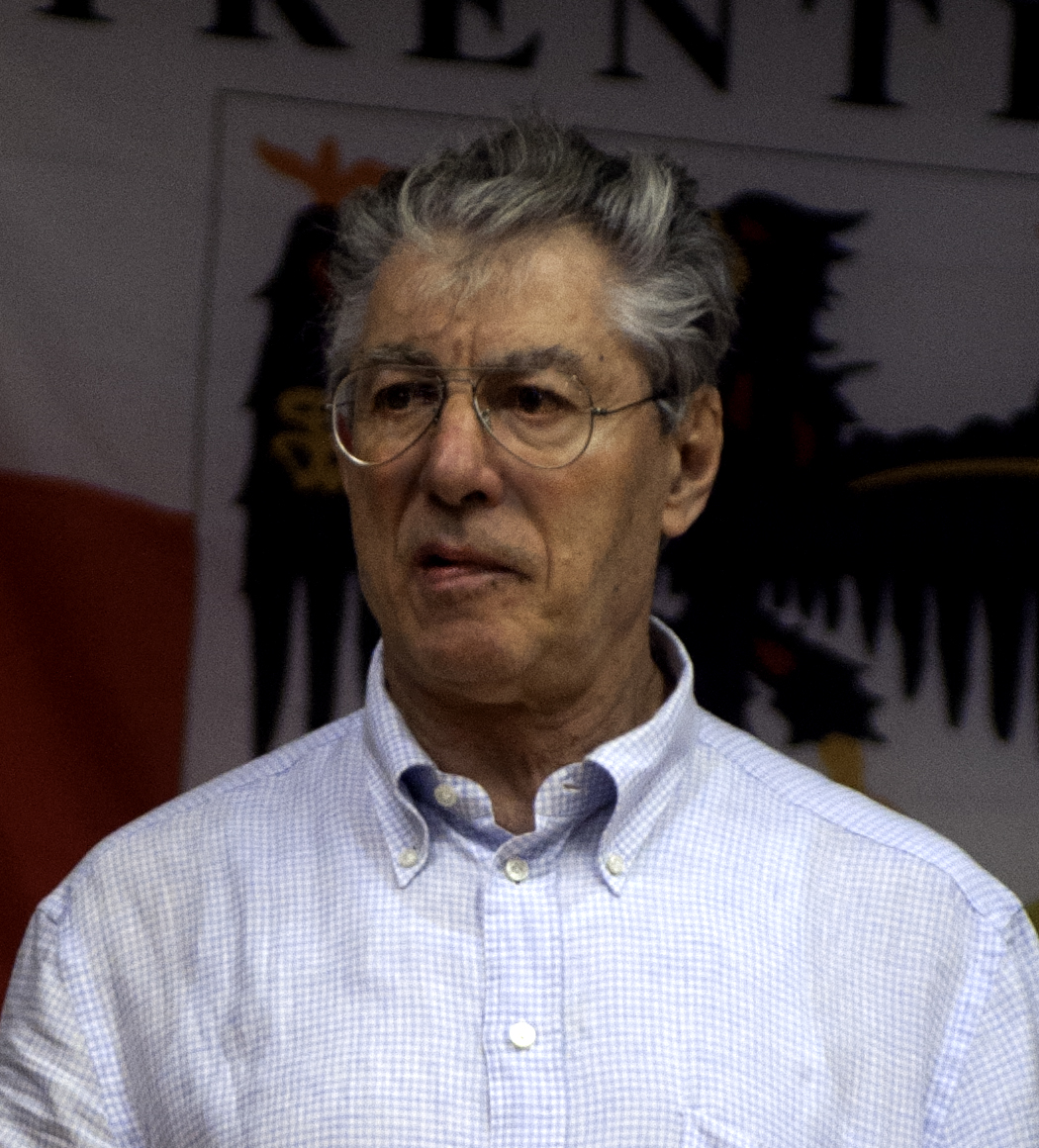
Umberto Bossi (2012)
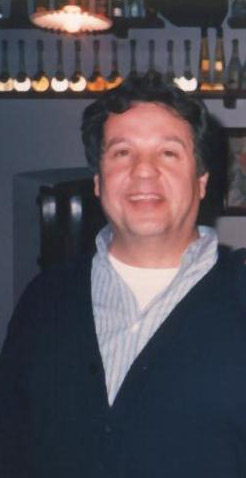
Renato Pozzetto (1988)